# St-Jean-l’Evangeliste (Bard-le-Régulier)

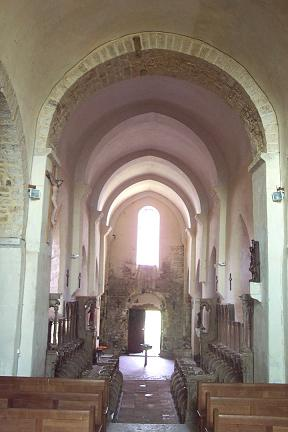
Hauptschiff

Saint-Jean-l’Evangeliste in Bard-le-Régulier im Département Côte-d’Or in Burgund ist das Kirchengebäude  eines ehemaligen Augustinerpriorats. Stilistisch wird es der burgundischen Romanik zugeordnet.

## Geschichte
Die Prioratskirche der regulierten Augustiner (daher der Name le-Régulier) wurde um 1100 vermutlich im Auftrag von  Wilhelm II., Graf von Nevers, zu Ehren des Evangelisten Johannes erbaut. Um 1200 wurde die Westfassade erneuert und der Vierungsturm hinzugefügt. In den anschließenden Jahrhunderten erfolgte ein kontinuierlicher Ausbau der Klosterkirche, so fanden sich im Jahr 1489 in der Kirche vierzehn geweihte Altäre. Im Jahr 1724 fiel die Kirchengemeinde an das Kapitel von Notre-Dame de Semur, bereits ein Jahr später verließen die Geistlichen das Gotteshaus, es begann alsbald zu verfallen. Im Jahr 1907 stellte die französische Regierung das mittelalterliche Bauwerk unter Denkmalschutz.

## Architektur und Ausstattung

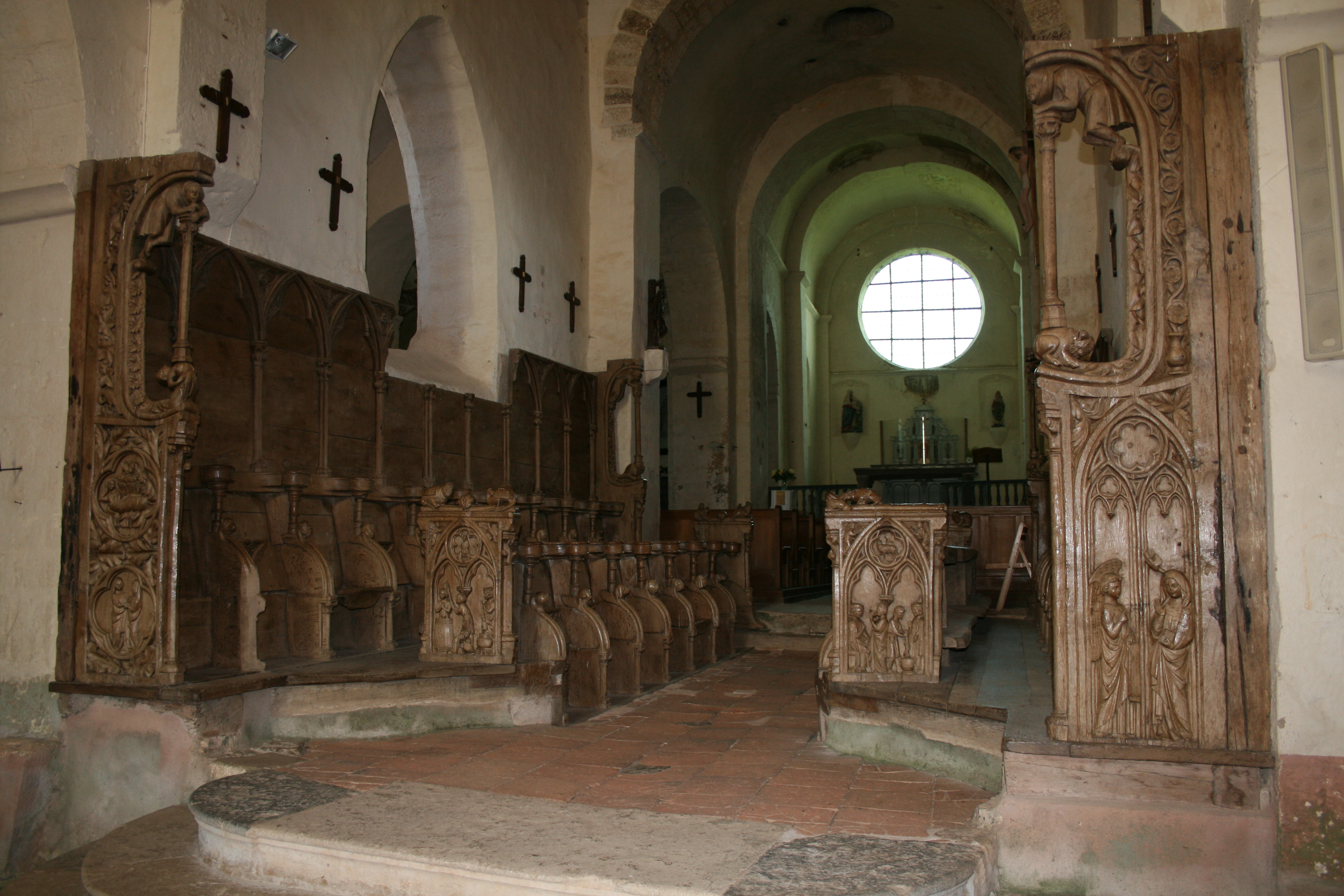
Chor mit Gestühl

Der Bau ist eine dreischiffige Basilika mit Querhaus, rechteckigem Chor und oktogonalem Vierungsturm. Das Langhaus ist durch eine typisch burgundische Spitztonne mit Gurtbögen gewölbt. Die Vierung mit dem niedrigen Querhaus, dessen Scheidbögen kaum größer sind als die Seitenschiffsarkaden, zeichnet sich durch ein Kreuzgratgewölbe ab. Im Chor findet sich ein rundes Tonnengewölbe. Es fehlt ein Obergaden, so dass die einzige direkte Belichtung des Raumes durch das Westfenster und die Rosette im Chor erfolgt. Diese reduzierte cluniazensische Bauweise findet ihr unmittelbares Vorbild in der Zisterzienserabtei Fontenay.
Herausragendes Ausstattungsstück ist das 34-teilige Chorgestühl aus dem 14. Jahrhundert mit Darstellungen von Szenen aus der Apokalypse, aus dem Marienleben, der Passion Christi und dem Martyrium des Evangelisten Johannes. Das Gestühl gilt als das schönste seiner Art in Burgund. Als weiteres bedeutendes Ausstattungsstück ist die 1489 gestiftete Alabasterstatue des Evangelisten Johannes zu nennen. Sie wird mit dem burgundisch-flämischen Bildhauer Jean oder Juan de la Huerta in Verbindung gebracht.